# Speak No Evil
Pour les articles homonymes, voir Speak No Evil (homonymie).
Albums de Wayne Shorter
Juju
(1964) The Soothsayer
(1965)
Speak No Evil est un album du saxophoniste de jazz Wayne Shorter sorti en 1965 sur le label Blue Note.
Cet album fait partie des « 100 enregistrement historiques » selon Jamey Aebersold (en).

## Liste des pistes
Toute la musique est composée par Wayne Shorter.
| No | Titre                                       | Durée |
| -- | ------------------------------------------- | ----- |
| 1. | Witch Hunt                                  | 8:07  |
| 2. | Fee-Fi-Fo-Fum                               | 5:50  |
| 3. | Dance Cadaverous                            | 6:45  |
| 4. | Speak No Evil                               | 8:23  |
| 5. | Infant Eyes                                 | 6:51  |
| 6. | Wild Flower                                 | 6.00  |
| 7. | Dance Cadaverous (Prise alternative, bonus) | 6:35  |

## Personnel
- Wayne Shorter - saxophone tenor
- Freddie Hubbard - trompette
- Herbie Hancock - piano
- Ron Carter - contrebasse
- Elvin Jones -  batterie